# Villa Castellina

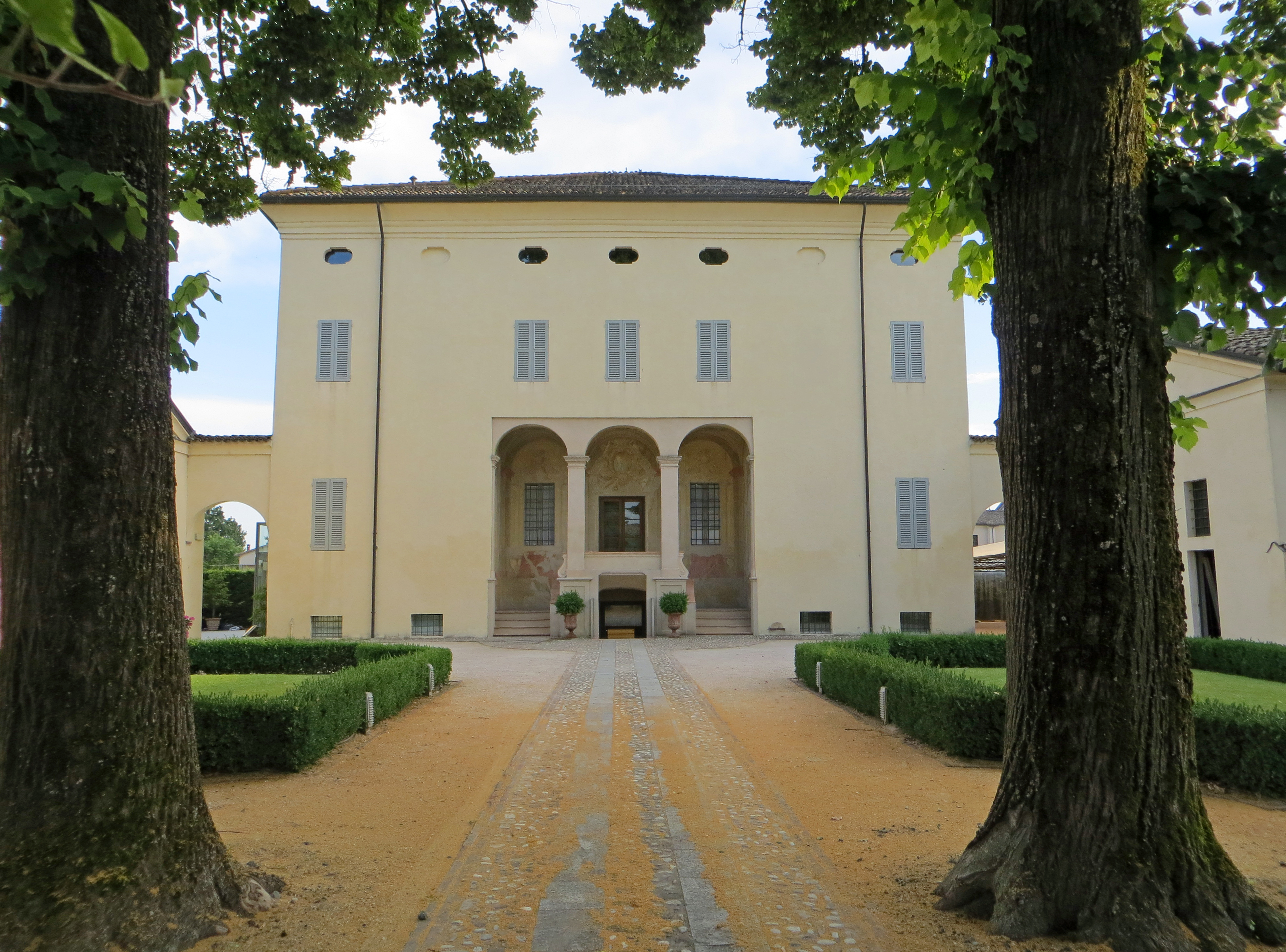
Villa Castellina in Soragna, Nordfassade

Die Villa Castellina ist ein barockes Landhaus in der Nähe der ehemaligen Burg Castello di Castellina. Es liegt in der Via Castellina 136 im Ortsteil Castellina der Gemeinde Soragna in der italienischen Region Emilia-Romagna.

## Geschichte
Die Villa ließ Graf Alessandro Ranuccio Ugolini, der seit 1707 Lehensnehmer des Gebietes war, Anfang des 18. Jahrhunderts errichten.
Nach 1781 investierte der Herzog Ferdinand den Grafen Giuseppe Pompeo Sacco in die Rechte auf Castellina. Dessen Familie behielt das Lehen, bis Napoleon 1805 die Feudalrechte im Herzogtum Parma und Piacenza abschaffte.
Später kaufte die Familie Tagliaferri, die aber nach der Mitte des 19. Jahrhunderts ausstarb, das Anwesen. Die Immobilie verfiel anschließend langsam.
1998 kaufte die Familie Pedroni das Landhaus und ließ mit umfangreichen Renovierungsarbeiten beginnen, sodass es in ein privates Wohnhaus und Haus für Empfänge umgewandelt wurde.

## Beschreibung
In das Landhaus gelangt man entweder über den Hof im Norden oder den italienischen Garten, beide mit rechteckigem Grundriss.

### Landhaus

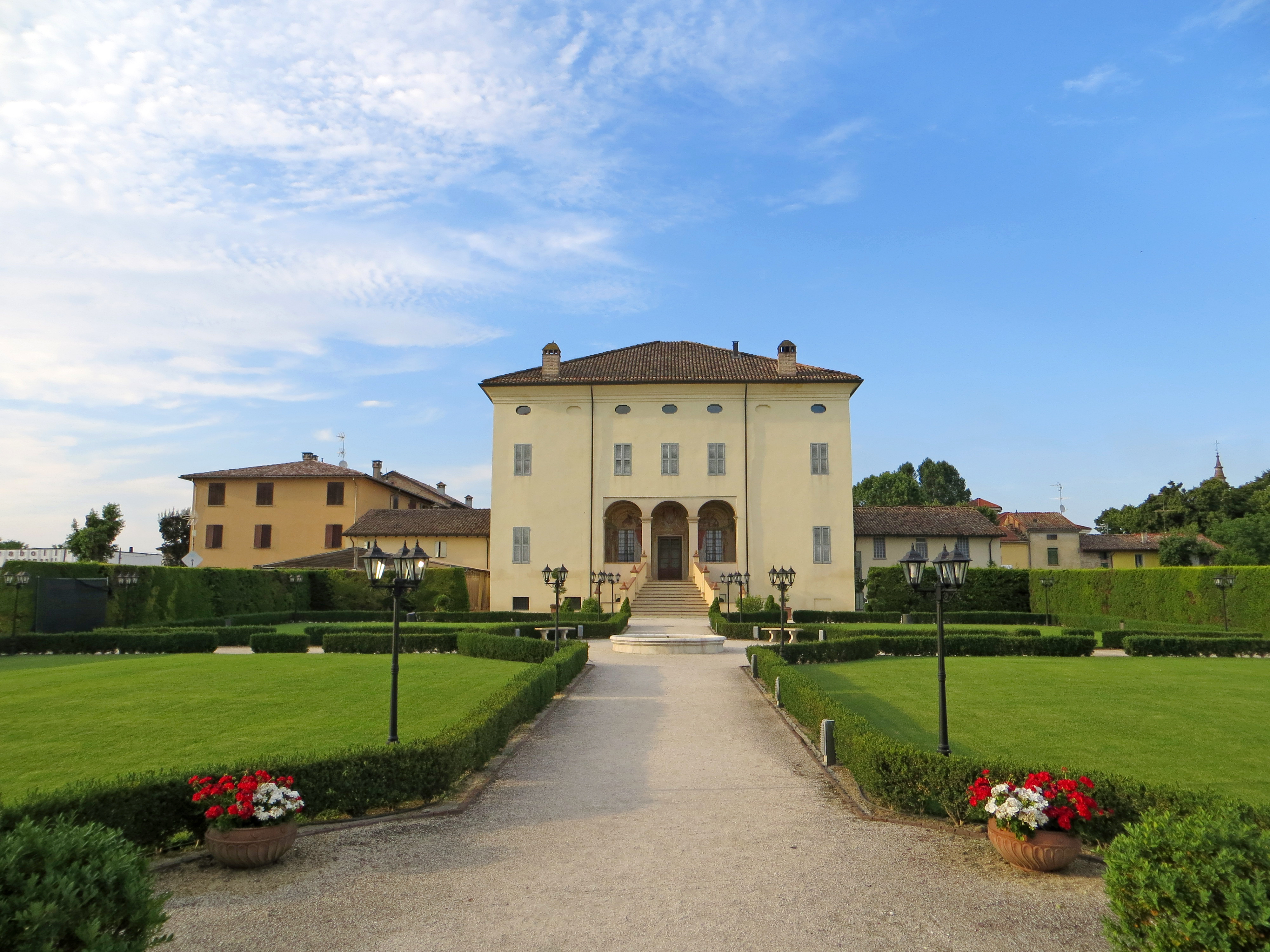
Südfassade

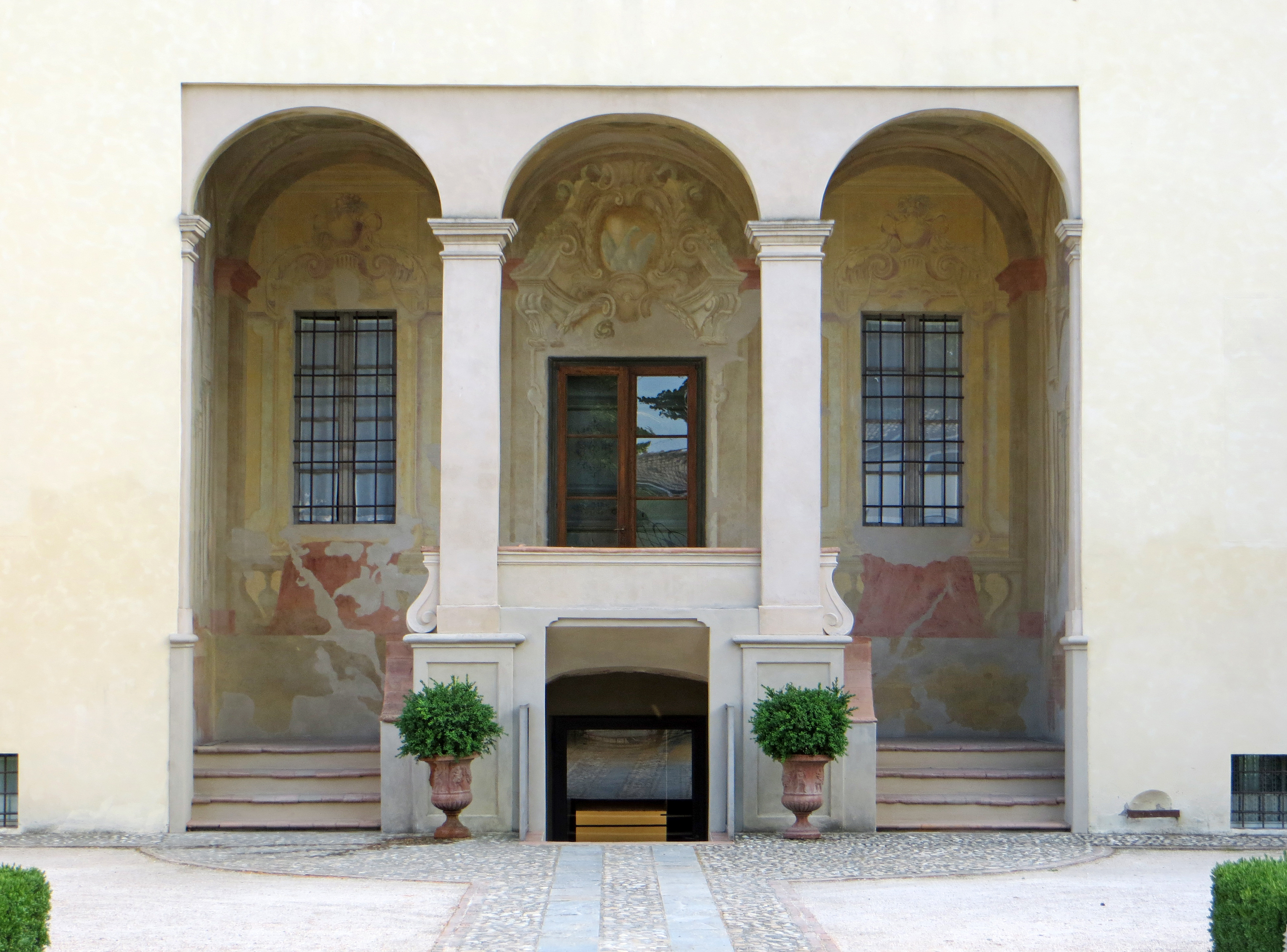
Vorhalle an der Nordfassade

Das Landhaus hat einen quadratischen Grundriss; Eingänge sind an der Nord- und der Südfassade.
Die symmetrische Nordfassade hat, wie die gleichartige südliche, drei oberirdische Stockwerke. In der Mitte führt eine sich verjüngende Treppe, die den perspektivischen Aspekt verstärkt, zu einer mit Fresken verzierten Vorhalle mit drei Rundbögen, die von Pilastern mit dorischen Kapitellen gestützt werden. Seitlich davon und im ersten Obergeschoss hat das Gebäude rechteckige Fenster, während im Dachgeschoss sich kleine Öffnungen mit gerundeten Ecken befinden.
Beide Vorhallen vermitteln den Zugang zu einem großen, malerischen Durchgangsraum, der eine Klostergewölbedecke hat. Die Wände und die Decke des Raums sind vollständig mit barocken Fresken bedeckt, die falsche Perspektivarchitektur, Kolonnaden, Friese, Trophäen und über den beiden Eingangsportalen große Wappen in gebrochenen Giebeln zeigen. Von den Salon, in dem eine große Leuchte aus Muranoglas hängt, gelangt man auf beiden Seiten in drei kleine, miteinander verbundene Zimmer.

### Park

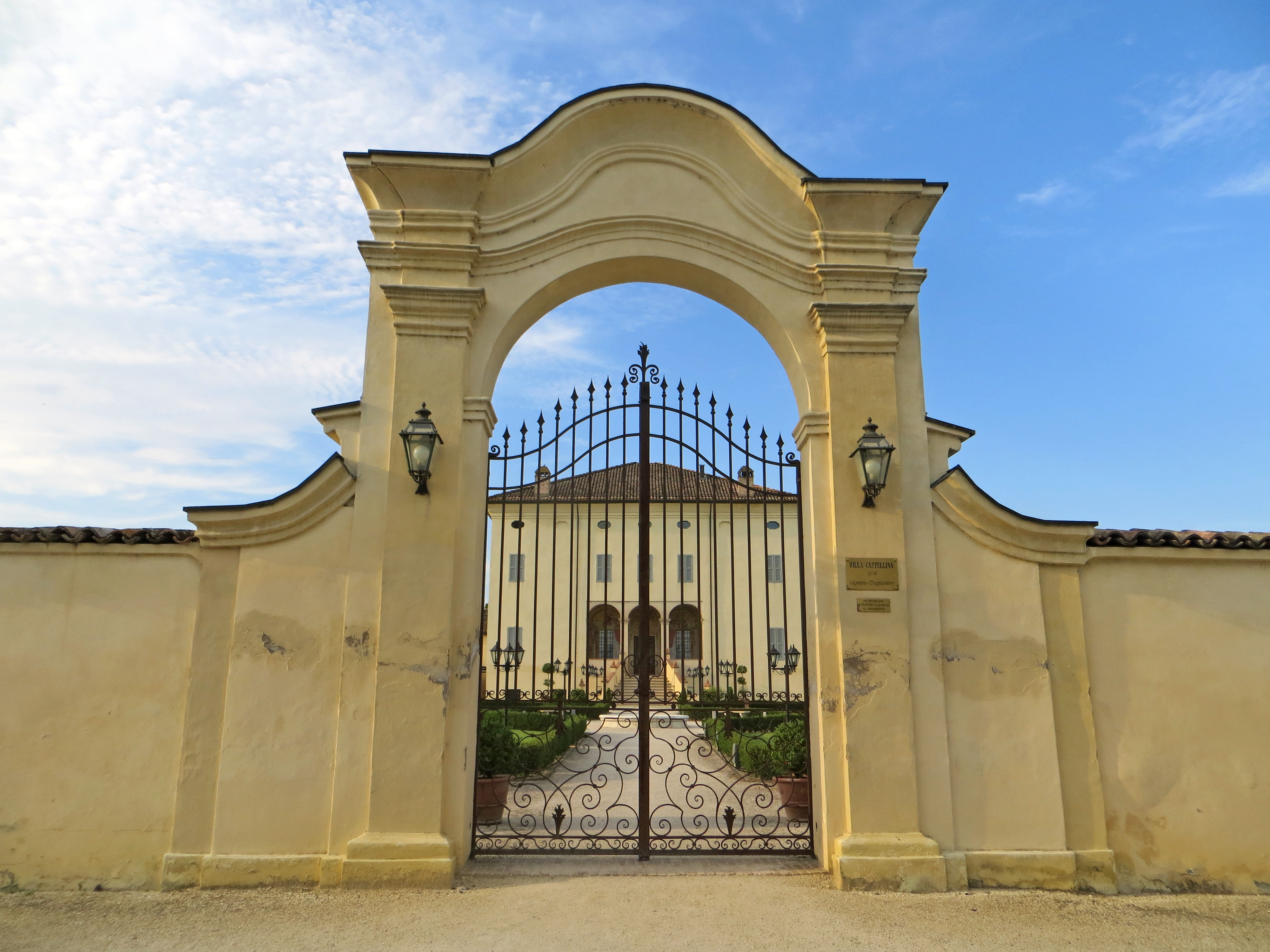
Südliches Eingangsportal

Der italienische Park, der vollständig mit einer Umfassungsmauer umgeben ist, erstreckt sich südlich der Villa und hat einen rechteckigen Grundriss. Der Garten ist durch rechtwinklige Wege, die mit Hecken gesäumt sind und sich an einem Brunnen in der Mitte kreuzen, in vier Teile aufgeteilt.